# 洞市乡
洞市乡，是中华人民共和国湖南省常德市澧县下辖的一个乡镇级行政单位。

## 行政区划
洞市乡下辖以下地区：
洞市村、万家岗村、红岩村、陆家桥村、云台村、申家村、昌家村和罗坪村。